# Rotra Mare
Rotra Mare – спеціалізоване судно типу RoRo, створене на замовлення компанії Siemens для перевезення компонентів офшорних вітрових електростанцій.
Судно спорудили у 2008 році як контейнеровоз на нідерландській верфі All Ships Outfitting&Repairs в Krimpen aan de Lek. В середині 2010-х його переобладнали для транспортування компонентів вітрових турбін, при цьому роботи виконала інша нідерландська компанія Concordia Group, що базується у Werkendam. У носовій частині Rotra Mare встановили рампу, що дозволяє вантажити на транспортерах різноманітні компоненти – гондоли, лопаті, башти. При цьому судно збираються використовувати переважно для перевезень двох останніх компонентів, тоді як задача по доставці гондол буде покладена завершене кількома місяцями раніше Rotra Vente. 
Під час переобладнання облаштували палубу площею 2000 м2, яка витримує навантаження до 17,5 тон/м2. Мобільні опори дозволять перевозити більш легкі лопаті над компонентами башт вітрових агрегатів.
Судно, передане замовнику у березні 2017 року, передбачається використовувати для транспортування компонентів із берегових баз у Есб'єрг (Данія), Куксгафен (Німеччина) та Галл (Велика Британія).